# Aabenraa Amts Jernbaner
Aabenraa Amts Jernbaner (AaAJ) var et jernbaneselskab, som anlagde og drev to smalsporede jernbanestrækninger fra Aabenraa: til Gråsten fra 1899 og til Løgumkloster fra 1901. Banerne blev anlagt, mens Sønderjylland tilhørte Tyskland, og selskabet hed oprindeligt Kleinbahnen des Kreises Apenrade. Banerne blev nedlagt i 1926.

## Anlæg
Jernbanerne blev bygget inden for rammerne af Preussische Kleinbahngesetz fra 1892, der gav mulighed for at anlægge lokale jernbaner. De var ikke designet til stor trafik, tunge læs og høje hastigheder, og derfor kunne man se stort på en række af de skrappe sikkerhedskrav, som var gældende ved anlæg af statsbanestrækninger. Samtidig blev der åbnet mulighed for at banerne kunne finansieres lokalt af amter og byer, hvilket lettede den preussiske stat for en stor byrde. I lighed med de øvrige kredsbaner i Sønderjylland blev AaAJ anlagt med smalspor og lette skinner. Det satte snævre begrænsninger på akseltryk og hastighed.

## Strækningsdata
- Aabenraa-Gråsten (31,5 km), åbnet 14. februar 1899
- Aabenraa-Løgumkloster (54,3 km), åbnet 8. maj 1901
- Samlet længde: 85,8 km
- Enkeltsporet
- Sporvidde: 1.000 mm
- Skinnevægt: 15,5 kg/m
- Maks. hastighed: 30 km/t
- Nedlagt: 31. marts 1926

Amtsbanen havde et sidespor til statsbanestationen. Herfra til Sønderport trinbræt var sporet 4-strenget, så de smalsporede amtsbanelokomotiver kunne køre normalsporede godsvogne til og fra Sydhavnen.

## Æ Kringelbahn
Det var almindeligt, at jernbaner snoede sig meget på grund af terrænet eller ud fra et ønske om at nå rundt til så mange småbyer som muligt. Men Aabenraa-Løgumkloster banen var i den henseende helt ekstrem, og det er ikke underligt, at den i folkemunde fik navnet "Æ Kringelbahn". Løgumkloster ligger 30 km vest for Aabenraa i luftlinje, og på de første 7 km havde man allerede Rødekro-Aabenraa banen. Men amtsbanestrækningen startede med at gå mod nordøst ud gennem Løjt Land, derpå mod nordvest for at krydse statsbanen i Hovslund Stationsby og endelig mod sydvest og vest til Løgumkloster.
Banen fulgte heller ikke den lige linje mellem Løjt Land og Hovslund Stationsby, men stak mod nord til holdepladsen Knivsbjerg og derefter mod vest. Denne holdeplads lå 1 km syd for et af Sønderjyllands højeste punkter, det 97 m høje Knivsbjerg, som i 1893 blev erhvervet af Knivsberggesellschaft til afholdelse af folkefester for Sønderjyllands (Nordslesvig på tysk), tyske befolkning. I 1895 begyndte man at bygge et 45 meter højt Bismarck-tårn, som foruden at være et nationalt monument over den tyske sejr i 1864 rummede platforme til talere og et 80 mands orkester. Tårnet blev indviet 4. maj 1901 – 4 dage før banen.
Togturen Aabenraa-Løgumkloster kom til at tage 3 timer! Det blev ikke bedre af, at den store amtsbanestation i Hovslund var en rebroussementsstation, hvor togene skulle køre baglæns ud af stationen, så der gik et kvarters tid med at vende lokomotivet og rangere det hen i den modsatte ende af toget.
Der var advarsler mod den valgte linjeføring, men Aabenraa kreds (amt) var også afhængig af statslig medfinansiering. Efter drøftelser med de preussiske statsbanemyndigheder gav disse udtryk for modvilje mod en bane ind i landet over Rødekro mod Løgumkloster og foreslog kredsdagen at anlægge netop den bane, der blev resultatet. Medlem af kredsdagen (amtsrådet) Jep Hinrichsen fra Øster Terp udtalte i sit indlæg: "Det er rigtignok ikke den linje, vi har ønsket os, men da der har stillet sig så uovervindelige forhindringer i vejen for den direkte linje fra Rødekro til Løgumkloster, er det bedst, at vi tager imod det vi kan få. Man må jo gribe til så længe der er støtte at hente fra såvel staten som provinsen."

## Drift
Banerne blev drevet sammen med Flensburger Kreisbahn indtil 1920. AaAJ var dårligt udrustet sammenlignet med Haderslev Amts Jernbaner og Amtsbanerne på Als. Lokomotiverne var såkaldte Trambahnlokomotiven, dvs. sporvejslokomotiver, og deres trækkraft var meget begrænset. I passagervognene var der ikke elektrisk lys. I stedet anvendtes i hele jernbanens levetid olielamper.
I lighed med de andre kredsbaner i Sønderjylland var der sparet på bygning af nye stationer. Kroer eller gårde kunne bruges til formålet, og så fik kromanden eller gårdejeren et bijob som "stationsagent" (stationsbestyrer).

## Første verdenskrig
Under 1. verdenskrig anlagde det tyske militær en række befæstninger på tværs af Sønderjylland, den såkaldte Sikringsstilling Nord. Der blev bygget forbindelsesspor mellem amtsbanen og disse befæstninger, og et 6 km langt spor mellem Øster-Terp og Branderup Mølle skabte forbindelse til Haderslev Amts Jernbaner. Nogle af amtsbanens lokomotiver blev udlånt til militæret.

## De sidste år
Under krigen havde jernbanen fragtet store mængder gods og personer, både militære og civile, og den almindelige materialemangel havde betydet, at jernbanen efter 1. verdenskrigs afslutning var i en dårlig vedligeholdelsesstand. Den uheldige linjeføring på Løgumkloster-linjen betød, at trafikken ikke var overvældende, og i takt med at konkurrencen fra lastbiler og busser satte ind, begyndte banen, som før krigen havde givet overskud, at blive en underskudsforretning. Aabenraa amtsråd besluttede derfor at nedlægge amtsbanerne.
Kort tid efter begyndte DSB at bygge en ny normalsporet forbindelse – den såkaldte Klosterbane – mellem Rødekro og Bredebro, og 8 km af den gamle amtsbanes tracé kom til at indgå i denne strækning.

## Standsningssteder

### Aabenraa-Gråsten
- Aabenraa Amtsbanegaard i km 0,0 med hovedkontor, remiser og værksteder. Nedrevet i begyndelsen af 1960'erne.
- Aabenraa Sønderport holdeplads i km 0,7 med sidespor til Sydhavnen.
- Skelbæk trinbræt.
- Styrt-om trinbræt i km 3,4 med sidespor.
- Stubbæk trinbræt i km 5,3 med sidespor.
- Sønder Hostrup trinbræt i km 7,6.
- Nørballe trinbræt i km 9,9.
- Felsted station i km 11,0.
- Tumbøl station i km 12,8.
- Slyngsten trinbræt i km 13,7.
- Bøgholm trinbræt i km 14,7.
- Skovbølgård trinbræt i km 16,4.
- Varnæs station i km 18,5.
- Bovrup station i km 20,7.
- Kiding station i km 23,6.
- Grøngrøft trinbræt i km 25,9.
- Fiskbækskov trinbræt i km 27,0.
- Fiskbæk trinbræt i km 28,4.
- Gråsten station i km 31,5.

### Aabenraa-Løgumkloster
- Aabenraa Amtsbanegaard i km 0,0.
- Aabenraa Nørreport trinbræt i km 0,5 – det standsningssted, der var nærmest ved statsbanestationen på Rødekro-Aabenraa banen.
- Knappen billetsalgssted i km 3,6.
- Stollig station i km 4,6.
- Løjt Skovby station i km 5,5.
- Barsmark trinbræt i km 7,6.
- Løjt Kirkeby station i km 9,3. Stationskroen brændte ned i 1929.
- Nørby trinbræt i km 11,1.
- Knivsbjerg station i km 13,6.
- Genner station i km 14,3.
- Østermark billetsalgssted i km 16,7. Nedrevet i 1977 efter en brand.
- Øster Løgum station i km 19,2.
- Hovslund Stationsby amtsbanegård i km 22,0.
- Rugbjerg station i km 23,9.
- Nørre-Hostrup station i km 29,3.
- Egvad trinbræt i km 31,2.
- Lønholm trinbræt i km 32,5.
- Hellevad station i km 33,7.
- Hellevad Mølle trinbræt i km 35,1.
- Klovtoft station i km 36,6.
- Sivkro trinbræt i km 39,2.
- Bedsted station i km 41,3. Navnet blev ændret til "Bedsted Lø" 24. september 1920 og til "Bedsted Løgum" 1. juli 1922 for at undgå forveksling med Bedsted Thy.
- Øster-Terp station i km 43,6.
- Gravlund trinbræt i km 46,1. Umiddelbart efter genforeningen omdøbt til Sønder-Gravlund for at undgå forveksling med Gravlund på Haderslev-Arnum banen.
- Alslev Kro station i km 48,5.
- Asset trinbræt i km 49,7.
- Holmplads trinbræt i km 53,6.
- Løgumkloster amtsbanegård i km 54,3. Amtsbanestationen lå umiddelbart nord for statsbanestationen, der var endestation på banen Bredebro-Løgumkloster.

### Bevarede stationsbygninger
- Gråsten: Kongevej 80
- Løjt Skovby: Skovby Bygade 24
- Knivsbjerg: Sønderballevej 11
- Genner: Nørreskovvej 7
- Klovtoft: Klovtoftvej
- Alslev Kro: Krusåvej
- Løgumkloster: Jernbanevej 13

## Strækninger hvor banetracéet er bevaret
6½ km af banens tracé er bevaret og tilgængeligt.
- Fra Fjordvej til Posekærvej i Styrt-om
- Fra Sønderborg Landevej mod Gråsten Station
- Knapstien fra Aabenraa til Stollig
- Amtsbanens bro over Stennevej
- Vejen Gl. Bane vest for Genner